# Шидлув (Свентокшиское воеводство)
Шидлув (пол. Szydłów) — город в Сташувском повяте Свентокшиского воеводства Польши, административный центр гмины Шидлув.
Население — 1076 человек (2004). Первое упоминание относится к 1191 г. Статус города получил в 1329 годе и имел его до 1869 года. В 1809—1850 годах был также административным центром повята.

## Фото

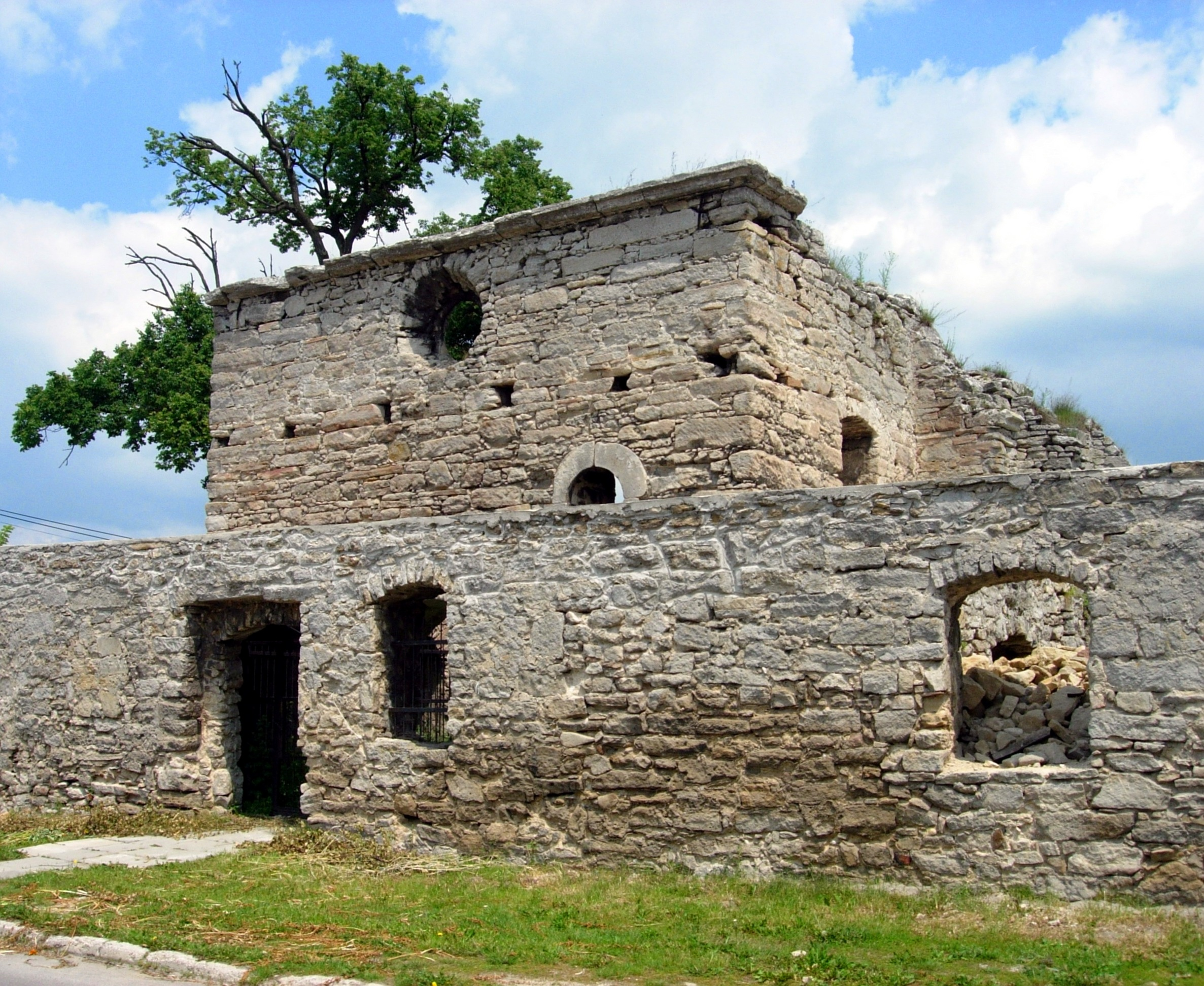
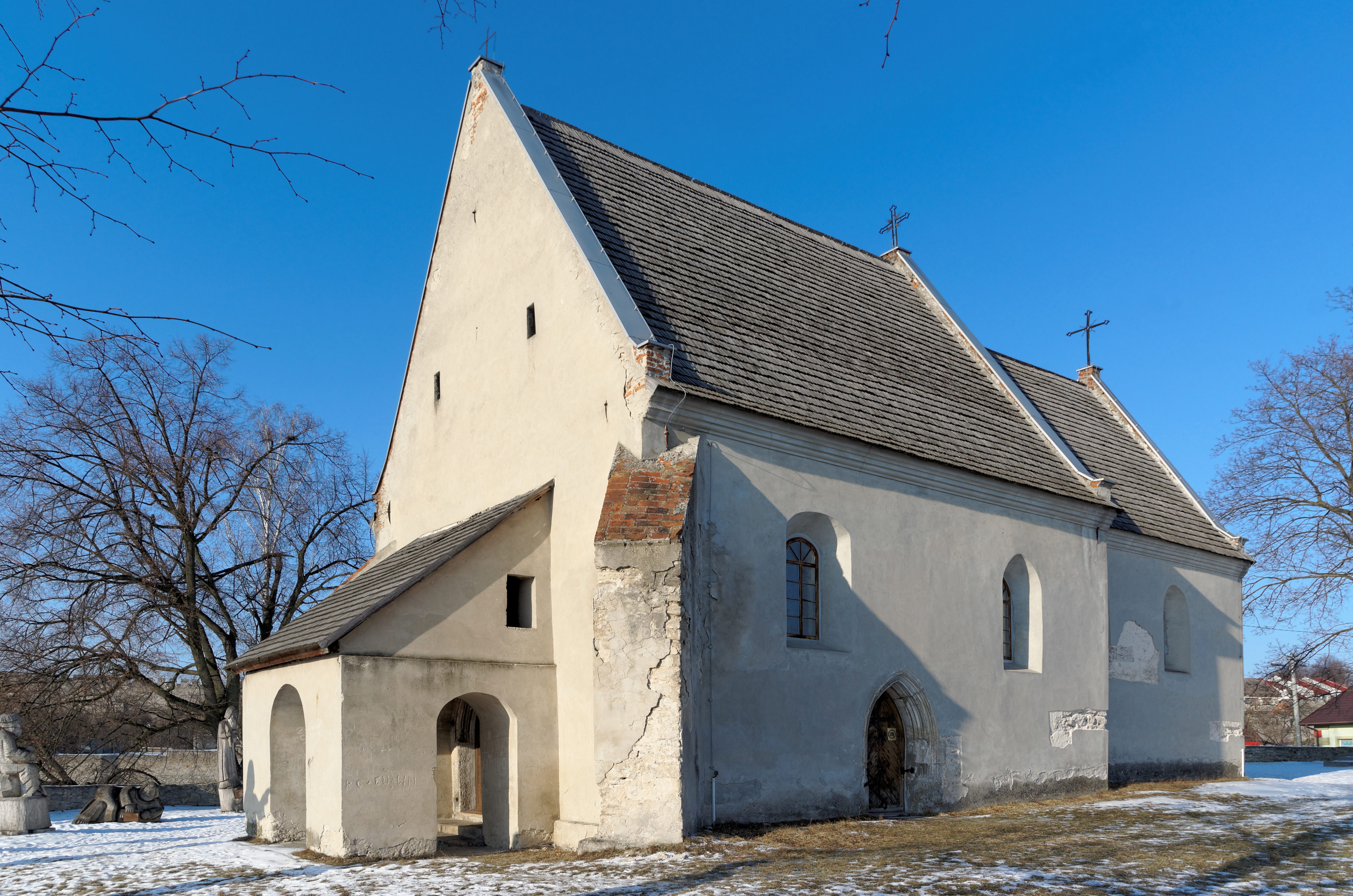
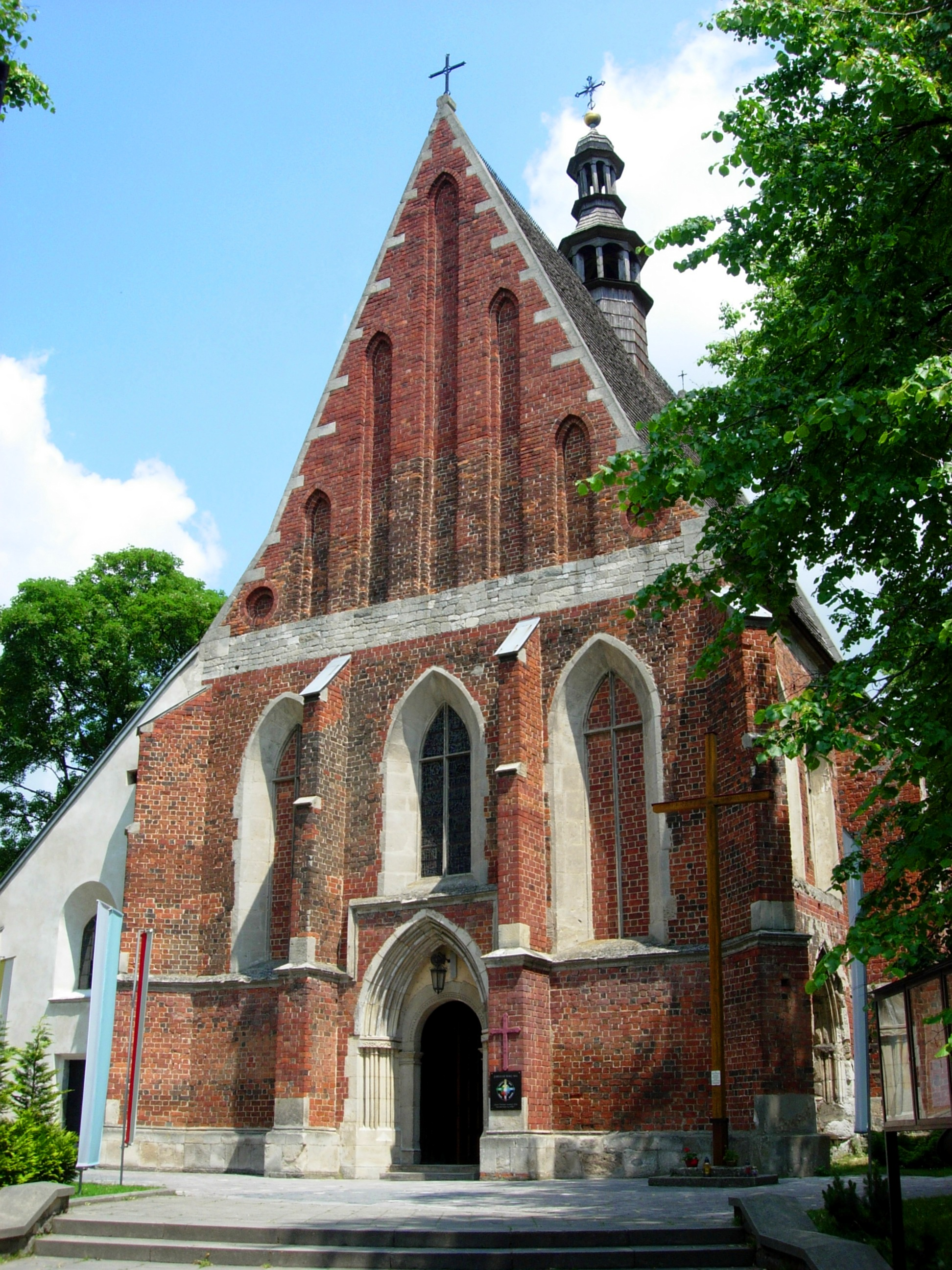
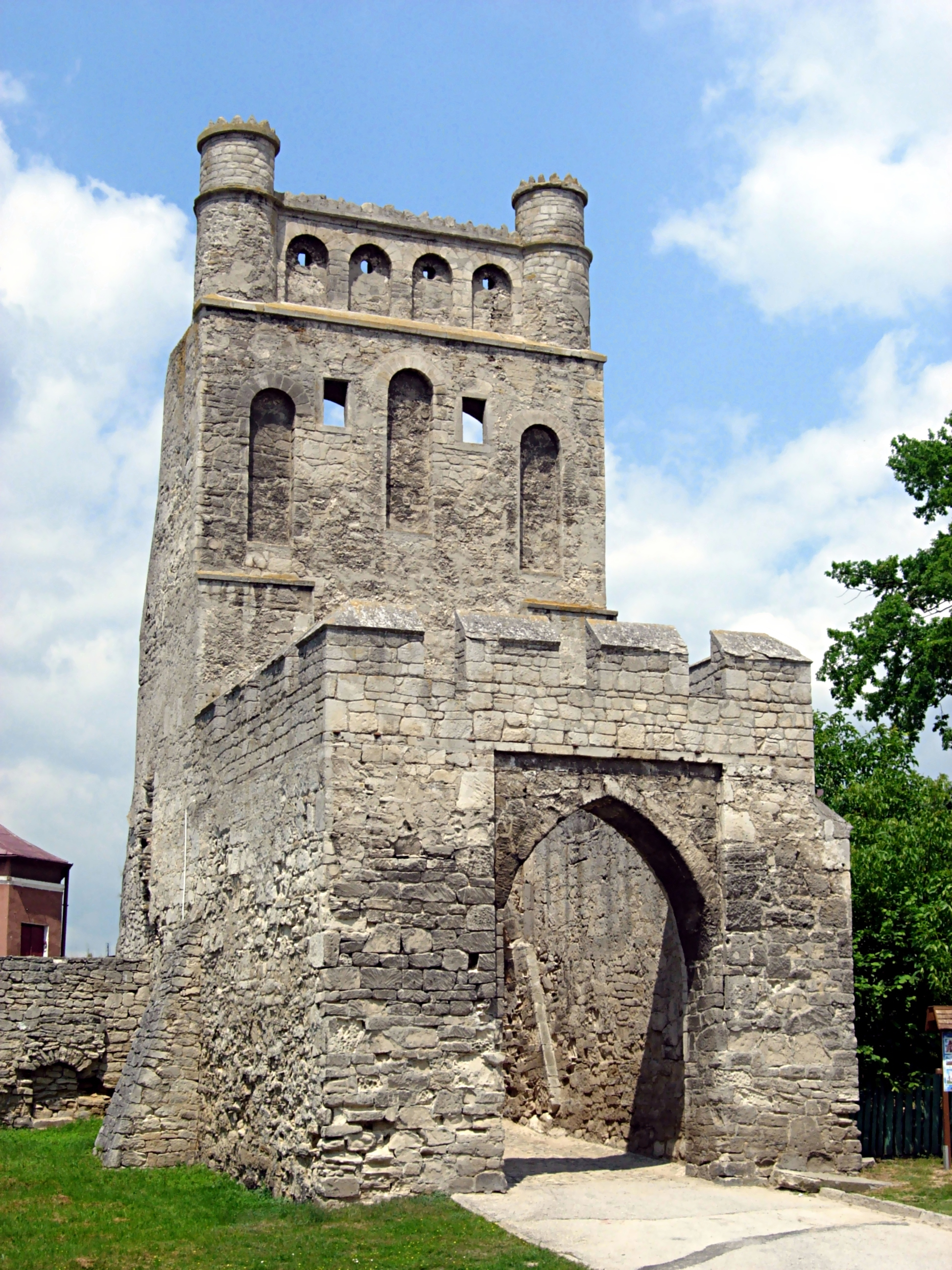